# Titus Welliver
Titus Welliver, född 12 mars 1962 i New Haven i Connecticut, är en amerikansk skådespelare, i såväl film- som TV- och teaterroller.

## Filmografi i urval
- 1990 – Navy Seals
- 1991 – Mot maktens höjder
- 1995–1998 – På spaning i New York (TV-serie) (åtta avsnitt)
- 1996 – Vampyrernas hemlighet (TV-serie) (ett avsnitt)
- 1997 – Brooklyn South (TV-serie) (22 avsnitt)
- 2001–2002 – That's Life (TV-serie) (17 avsnitt)
- 2004–2006 – Deadwood (TV-serie) (27 avsnitt)
- 2005 – Assault on Precinct 13
- 2009–2010 – Sons of Anarchy (TV-serie) (tolv avsnitt)
- 2009–2011 – The Good Wife (TV-serie) (16 avsnitt)
- 2012 – Man on a Ledge
- 2012 – Argo
- 2014–2021 – Bosch (TV-serie) (40 avsnitt)
- 2022–2023 – Bosch Legacy (TV-serie) (10 avsnitt)